# Галлау
Галлау (нім. Hallau) — громада  в Швейцарії в кантоні Шаффгаузен, округ Унтерклеттгау.

## Географія
Громада розташована на відстані близько 115 км на північний схід від Берна, 14 км на захід від Шаффгаузена.
Галлау має площу 15,3 км², з яких на 9,8% дозволяється будівництво (житлове та будівництво доріг), 49,3% використовуються в сільськогосподарських цілях, 40% зайнято лісами, 0,8% не є продуктивними (річки, льодовики або гори).

## Демографія
2019 року в громаді мешкало 2207 осіб (+8,5% порівняно з 2010 роком), іноземців було 17,7%. Густота населення становила 144 осіб/км².
За віковим діапазоном населення розподілялося таким чином: 21,1% — особи молодші 20 років, 54,4% — особи у віці 20—64 років, 24,5% — особи у віці 65 років та старші. Було 960 помешкань (у середньому 2,3 особи в помешканні).
Із загальної кількості 978 працюючих 206 було зайнятих в первинному секторі, 359 — в обробній промисловості, 413 — в галузі послуг.